# Jenny (De Palmas)
Jenny is een nummer van de Franse zanger De Palmas uit 2014. Het is de derde single van zijn titelloze zesde studioalbum.
"Jenny" is een rustige ballad waarvan zowel een Franstalige als een Engelstalige versie is opgenomen. Het refrein is in beide versies Engelstalig. De plaat bereikte in Frankrijk, ondanks enige airplay, geen hitlijsten. In Wallonië kwam het tot de 18e positie in de Tipparade.

## Tracklijst
- Muziekdownload

1. "Jenny" - 3:38